# Jungkare
Jungkare is een bestuurslaag in het regentschap Klaten van de provincie Midden-Java, Indonesië. Jungkare telt 1755 inwoners (volkstelling 2010).